# Lijst van voetbalinterlands Cyprus - Griekenland
Deze lijst van voetbalinterlands is een overzicht van alle officiële voetbalwedstrijden tussen de nationale teams van Cyprus en Griekenland. De landen hebben tot op heden 29 keer tegen elkaar gespeeld. De eerste ontmoeting was een vriendschappelijke wedstrijd en werd gespeeld in Nicosia op 27 november 1963. Het laatste duel, een groepswedstrijd tijdens de UEFA Nations League 2022/23, vond plaats op 24 september 2022 in Larnaca.

## Wedstrijden
| №  | Plaats       | Datum             | Competitie                  | Wedstrijd            | Uitslag |
| -- | ------------ | ----------------- | --------------------------- | -------------------- | ------- |
| 1  | Nicosia      | 27 november 1963  | Vriendschappelijk           | Cyprus − Griekenland | 3 − 1   |
| 2  | Athene       | 9 december 1970   | Vriendschappelijk           | Griekenland − Cyprus | 1 − 1   |
| 3  | Athene       | 15 november 1974  | Vriendschappelijk           | Griekenland − Cyprus | 3 − 1   |
| 4  | Nicosia      | 1 april 1975      | Vriendschappelijk           | Cyprus − Griekenland | 1 − 2   |
| 5  | Nicosia      | 11 januari 1978   | Vriendschappelijk           | Cyprus − Griekenland | 0 − 2   |
| 6  | Nicosia      | 16 januari 1980   | Vriendschappelijk           | Cyprus − Griekenland | 1 − 1   |
| 7  | Nicosia      | 15 april 1981     | Vriendschappelijk           | Cyprus − Griekenland | 0 − 1   |
| 8  | Nicosia      | 27 oktober 1982   | Vriendschappelijk           | Cyprus − Griekenland | 1 − 1   |
| 9  | Ioannina     | 22 december 1982  | Vriendschappelijk           | Griekenland − Cyprus | 1 − 0   |
| 10 | Athene       | 11 april 1984     | Vriendschappelijk           | Griekenland − Cyprus | 1 − 1   |
| 11 | Limasol      | 1 september 1984  | Vriendschappelijk           | Cyprus − Griekenland | 0 − 2   |
| 12 | Athene       | 19 februari 1986  | Vriendschappelijk           | Griekenland − Cyprus | 0 − 0   |
| 13 | Nicosia      | 3 december 1986   | EK 1988 kwalificatie        | Cyprus − Griekenland | 2 − 4   |
| 14 | Athene       | 14 januari 1987   | EK 1988 kwalificatie        | Griekenland − Cyprus | 3 − 1   |
| 15 | Limasol      | 27 februari 1991  | Vriendschappelijk           | Cyprus − Griekenland | 1 − 1   |
| 16 | Limasol      | 25 maart 1992     | Vriendschappelijk           | Cyprus − Griekenland | 1 − 3   |
| 17 | Thessaloniki | 2 september 1992  | Vriendschappelijk           | Griekenland − Cyprus | 2 − 3   |
| 18 | Larnaca      | 25 januari 1995   | Vriendschappelijk           | Cyprus − Griekenland | 2 − 3   |
| 19 | Paralimni    | 12 maart 1997     | Vriendschappelijk           | Cyprus − Griekenland | 0 − 4   |
| 20 | Iraklion     | 19 augustus 1997  | Vriendschappelijk           | Griekenland − Cyprus | 2 − 1   |
| 21 | Athene       | 14 november 2001  | Vriendschappelijk           | Griekenland − Cyprus | 1 − 2   |
| 22 | Rodos        | 15 mei 2002       | Vriendschappelijk           | Griekenland − Cyprus | 3 − 1   |
| 23 | Larnaca      | 29 januari 2003   | Vriendschappelijk           | Cyprus − Griekenland | 1 − 2   |
| 24 | Patras       | 19 mei 2008       | Vriendschappelijk           | Griekenland − Cyprus | 2 − 0   |
| 25 | Piraeus      | 7 oktober 2016    | WK 2018 kwalificatie        | Griekenland − Cyprus | 2 − 0   |
| 26 | Nicosia      | 7 oktober 2017    | WK 2018 kwalificatie        | Cyprus − Griekenland | 1 − 2   |
| 27 | Athene       | 11 november 2020  | Vriendschappelijk           | Griekenland − Cyprus | 2 − 1   |
| 28 | Volos        | 9 juni 2022       | UEFA Nations League 2022/23 | Griekenland − Cyprus | 3 – 0   |
| 29 | Larnaca      | 24 september 2022 | UEFA Nations League 2022/23 | Cyprus − Griekenland | 1 − 0   |

## Samenvatting
| Competitie          | Totaal gespeeld | Winst Cyprus | Gelijk | Winst Griekenland | Doelsaldo Cyprus – Griekenland |
| ------------------- | --------------- | ------------ | ------ | ----------------- | ------------------------------ |
| WK-kwalificatie     | 2               | 0            | 0      | 2                 | 1 − 4                          |
| EK-kwalificatie     | 2               | 0            | 0      | 2                 | 3 − 7                          |
| UEFA Nations League | 2               | 1            | 0      | 1                 | 1 − 3                          |
| Vriendschappelijk   | 23              | 3            | 6      | 14                | 22 − 41                        |
| Totaal              | 29              | 4            | 6      | 19                | 27 − 55                        |

Wedstrijden bepaald door strafschoppen worden, in lijn met de FIFA, als een gelijkspel gerekend.
KOP · A-internationals · Bondscoaches · Statistieken · Cypriotisch vrouwenelftal · Cyprus U21 · Cyprus U20 · Cyprus U19 · Cyprus U18 · Cyprus U17 · Cyprus U16
1960 – 1969 · 
1970 – 1979 · 
1980 – 1989 · 
1990 – 1999 · 
2000 – 2009 · 
2010 – 2019 ·
2020 − 2029
1960 · 
1961 · 
1962 · 
1963 · 
1964 · 
1965 · 
1966 · 
1967 · 
1968 · 
1969 · 
1970 · 
1971 · 
1972 · 
1973 · 
1974 · 
1975 · 
1976 · 
1977 · 
1978 · 
1979 · 
1980 · 
1981 · 
1982 · 
1983 · 
1984 · 
1985 · 
1986 · 
1987 · 
1988 · 
1989 · 
1990 · 
1991 · 
1992 · 
1993 · 
1994 · 
1995 · 
1996 · 
1997 · 
1998 · 
1999 · 
2000 · 
2001 · 
2002 · 
2003 · 
2004 · 
2005 · 
2006 · 
2007 · 
2008 · 
2009 · 
2010 · 
2011 · 
2012 · 
2013 ·
2014 ·
2015 ·
2016 ·
2017 ·
2018 ·
2019 ·
2020 ·
2021 ·
2022
Albanië ·
Andorra ·
Armenië ·
Azerbeidzjan ·
België ·
Bosnië en Herzegovina ·
Bulgarije ·
Canada ·
Denemarken ·
Duitsland ·
Engeland ·
Estland ·
Faeröer ·
Finland ·
Frankrijk ·
Georgië ·
Gibraltar · 
Griekenland ·
Hongarije ·
Ierland ·
IJsland ·
Irak ·
Iran ·
Israël ·
Italië ·
Japan ·
Joegoslavië ·
Jordanië ·
Kazachstan ·
Koeweit ·
Kosovo ·
Kroatië ·
Letland ·
Libanon ·
Litouwen ·
Luxemburg ·
Malta ·
Moldavië ·
Montenegro ·
Nederland ·
Noord-Ierland ·
Noord-Macedonië ·
Noorwegen ·
Oekraïne ·
Oostenrijk ·
Polen ·
Portugal ·
Roemenië ·
Rusland ·
San Marino ·
Saoedi-Arabië ·
Schotland ·
Servië ·
Slovenië ·
Slowakije ·
Sovjet-Unie ·
Spanje ·
Syrië ·
Tsjechië ·
Tsjecho-Slowakije ·
Wales ·
Wit-Rusland ·
Zweden ·
Zwitserland
EPO · A-internationals · Bondscoaches · Selecties · Grieks vrouwenelftal · Olympisch elftal · Griekenland U21 · Griekenland U20 · Griekenland U19 · Griekenland U18 · Griekenland U17 · Griekenland U16
1920 – 1929 ·
1930 – 1939 ·
1940 – 1949 ·
1950 – 1959 ·
1960 – 1969 ·
1970 – 1979 ·
1980 – 1989 ·
1990 – 1999 ·
2000 – 2009 ·
2010 – 2019 ·
2020 − 2029
EK 1980 · 
EK 2004 · 
EK 2008 · 
EK 2012
WK 1994 · 
WK 2010 · 
WK 2014
OS 1920 · 
OS 1952 · 
OS 2004
1920 · 
1921–1928 · 
1929 · 
1930 · 
1931 · 
1932 · 
1933 · 
1934 · 
1935 · 
1936 · 
1937 · 
1938 · 
1939–1947 · 
1948 · 
1949 · 
1950 · 
1952 · 
1952 · 
1953 · 
1954 · 
1955 · 
1956 · 
1957 · 
1958 · 
1959 · 
1960 · 
1961 · 
1962 · 
1963 · 
1964 · 
1965 · 
1966 · 
1967 · 
1968 · 
1969 · 
1970 · 
1971 · 
1972 · 
1973 · 
1974 · 
1975 · 
1976 · 
1977 · 
1978 · 
1979 · 
1980 · 
1981 · 
1982 · 
1983 · 
1984 · 
1985 · 
1986 · 
1987 · 
1988 · 
1989 · 
1990 · 
1991 ·
1992 · 
1993 · 
1994 · 
1995 · 
1996 · 
1997 · 
1998 · 
1999 · 
2000 · 
2001 · 
2002 · 
2003 · 
2004 · 
2005 · 
2006 · 
2007 · 
2008 · 
2009 · 
2010 · 
2011 · 
2012 · 
2013 · 
2014 · 
2015 · 
2016 · 
2017 · 
2018 ·
2019 ·
2020 ·
2021 ·
2022 ·
2023
Albanië ·
Argentinië ·
Armenië ·
Australië ·
België ·
Bolivia ·
Bosnië en Herzegovina ·
Brazilië ·
Bulgarije ·
Canada ·
Chili ·
Colombia ·
Costa Rica ·
Cyprus ·
Denemarken ·
DDR · 
Duitsland ·
Ecuador · 
Egypte ·
El Salvador ·
Engeland ·
Estland ·
Ethiopië ·
Faeröer ·
Finland ·
Frankrijk ·
Georgië ·
Ghana ·
Gibraltar ·
Honduras ·
Hongarije ·
Ierland ·
IJsland ·
Israël ·
Italië ·
Ivoorkust ·
Japan ·
Joegoslavië ·
Kameroen ·
Kazachstan ·
Kosovo ·
Kroatië ·
Letland ·
Libië ·
Liechtenstein ·
Litouwen ·
Luxemburg ·
Malta ·
Marokko ·
Mexico ·
Moldavië ·
Montenegro ·
Nederland ·
Nieuw-Zeeland ·
Nigeria ·
Noord-Ierland ·
Noord-Korea · 
Noorwegen ·
Oekraïne ·
Oostenrijk ·
Palestina ·
Paraguay · 
Polen ·
Portugal ·
Qatar ·
Roemenië ·
Rusland ·
San Marino ·
Saoedi-Arabië · 
Schotland ·
Senegal · 
Servië · 
Slovenië ·
Slowakije ·
Sovjet-Unie ·
Spanje ·
Syrië ·
Tsjechië ·
Tsjecho-Slowakije ·
Turkije ·
Verenigde Staten ·
Wales ·
Wit-Rusland · 
Zuid-Korea ·
Zweden ·
Zwitserland
Colombia (2014) · 
Costa Rica (2014) · 
Duitsland (2012) · 
Ivoorkust (2014) · 
Japan (2014) ·
Polen (2012) ·
Portugal (2004, 2) · 
Rusland (2008) ·
Rusland (2012) ·
Spanje (2008) ·
Tsjechië (2012) ·
Zuid-Korea (2010) ·
Zweden (2008)